# Engelskirchen
Die Gemeinde Engelskirchen ist eine kreisangehörige Gemeinde des Oberbergischen Kreises im Bergischen Land im Südosten des Landes Nordrhein-Westfalen.

## Geografie

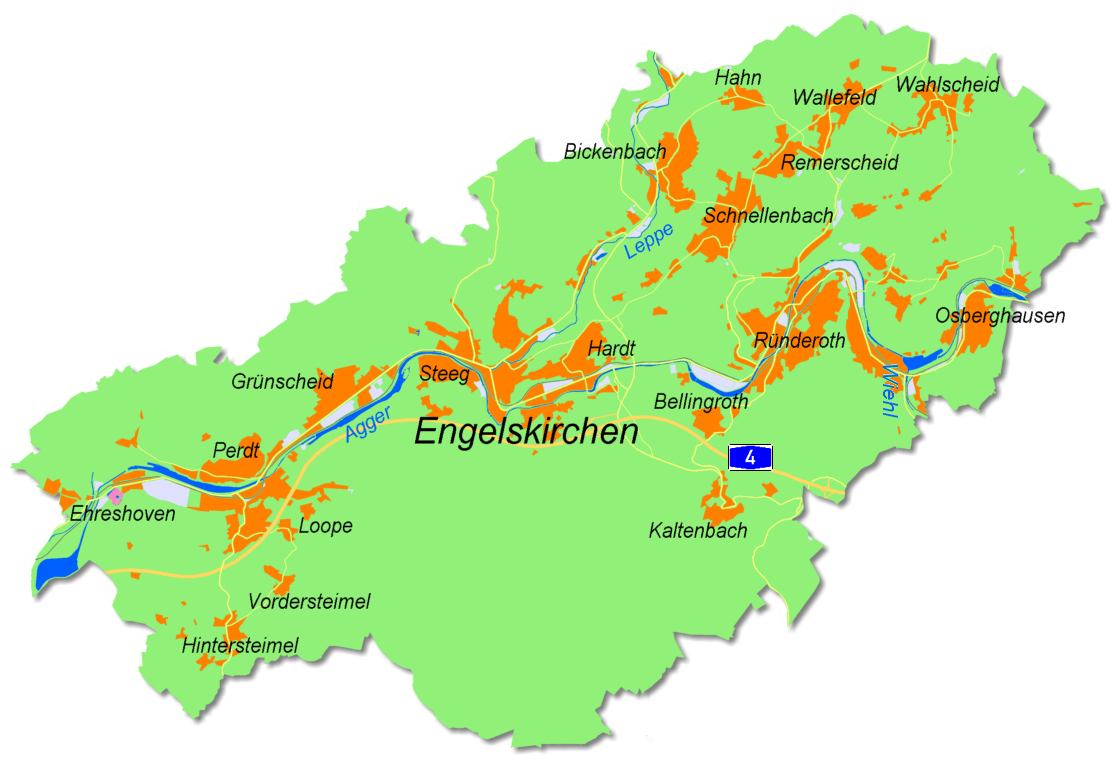
Karte des Gemeindegebietes

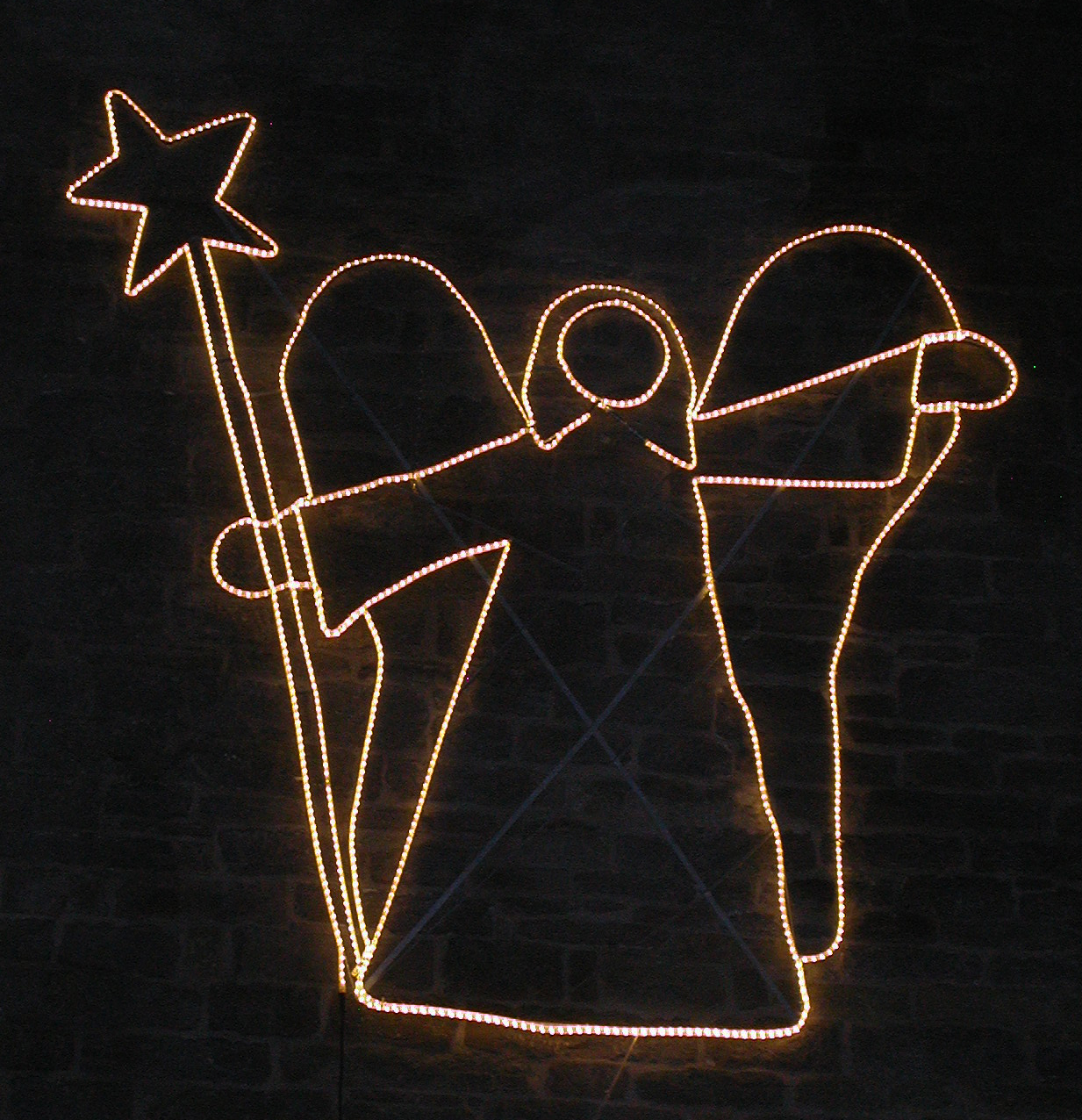
Der Engelskirchener Engel

Engelskirchen liegt im Aggertal im Westen des Oberbergischen Kreises und grenzt dort mit Overath an den Rheinisch-Bergischen Kreis. Im Norden grenzt die Gemeinde an Lindlar, im Osten an Gummersbach, im Südosten an Wiehl und im Süden an Much.
| Lindlar          | Lindlar, Gummersbach                        | Gummersbach        |
| Lindlar, Overath | Kompassrose, die auf Nachbargemeinden zeigt | Gummersbach, Wiehl |
| Overath          | Much                                        | Wiehl              |

### Gemeindegliederung (offizielle Orte der Gemeinde)
| B | Bellingroth – Bickenbach – Buschhausen            |
| D | Dörrenberg                                        |
| G | Grünscheid                                        |
| H | Hahn – Hardt – Hollenberg                         |
| K | Kaltenbach                                        |
| L | Loope                                             |
| M | Miebach – Müllensiefen                            |
| N | Neuremscheid                                      |
| O | Oesinghausen – Ötterstal – Osberghausen           |
| P | Papiermühle                                       |
| R | Remerscheid – Rennbruch – Rommersberg – Ründeroth |
| S | Schnellenbach – Stiefelhagen                      |
| W | Wahlscheid – Wallefeld – Wiehlmünden              |

### Frühere Ortschaften, die eingegliedert wurden
| Früherer Ort    | eingegliedert nach |
| --------------- | ------------------ |
| Broich          | Grünscheid         |
| Ehreshoven      | Loope              |
| Gosse           | Wahlscheid         |
| Thal            | Wahlscheid         |
| Heide           | Loope              |
| Hintersteimel   | Loope              |
| Hülsen          | Loope              |
| Kastor          | Loope              |
| Niederhof       | Loope              |
| Ohl             | Grünscheid         |
| Oberschelmerath | Loope              |
| Vordersteimel   | Loope              |
| Unterbüchel     | Loope              |

### Einwohnerentwicklung

#### Entwicklung von 1792 bis 1974
Bis zur Kommunalen Neugliederung im Jahr 1975 umfasste die Bürgermeisterei Engelskirchen die Gemeinden Engelskirchen und Hohkeppel.
| Jahr | Einwohner insgesamt | davon Gemeinde Engelskirchen | davon Gemeinde Hohkeppel |
| ---- | ------------------- | ---------------------------- | ------------------------ |
| 1792 | 2.777               | 1.516                        | 1.261                    |
| 1821 | 2.892               | 1.840                        | 1.052                    |
| 1831 | 3.590               | 2.103                        | 1.487                    |
| 1850 | 4.285               | 2.458                        | 1.827                    |
| 1860 | 4.496               | 2.597                        | 1.893                    |
| 1870 | 4.945               | 2.886                        | 2.059                    |
| 1880 | 5.096               | 3.483                        | 1.613                    |
| 1890 | 5.455               | 3.988                        | 1.467                    |
| 1900 | 5.687               | 4.195                        | 1.492                    |
| 1910 | 5.154               | 4.148                        | 1.006                    |
| 1920 | 5.342               | 4.312                        | 1.030                    |
| 1933 | 5.788               | 4.644                        | 1.144                    |
| 1939 | 5.894               | 4.815                        | 1.079                    |
| 1945 | 7.176               | 5.760                        | 1.416                    |
| 1950 | 7.780               | 5.954                        | 1.826                    |
| 1961 | 9.612               | 7.457                        | 2.155                    |
| 1970 | 10.382              | 8.139                        | 2.243                    |
| 1974 | 10.595              | 8.142                        | 2.453                    |

#### Entwicklung ab 1975
Einwohnerentwicklung nach der Kommunalen Neugliederung und Zusammenführung von Engelskirchen und Ründeroth:
(jeweils zum 31. Dezember)
| Jahr | Einwohner |
| ---- | --------- |
| 1975 | 18.555    |
| 1976 | 18.452    |
| 1977 | 18.444    |
| 1978 | 19.002    |
| 1979 | 19.278    |
| 1980 | 19.425    |
| 1981 | 19.552    |
| 1982 | 19.558    |
| 1983 | 19.726    |
| 1984 | 19.740    |

| Jahr | Einwohner |
| ---- | --------- |
| 1998 | 20.568    |
| 2000 | 20.647    |
| 2001 | 20.829    |
| 2003 | 20.807    |
| 2005 | 20.569    |
| 2008 | 20.164    |
| 2012 | 19.269    |
| 2013 | 19.211    |
| 2022 | 19.584    |
| 2023 | 19.637    |

## Geschichte
Während die Germanisierung des Rheinlands im zweiten Jahrhundert v. Chr. nahezu vollendet war, gibt es für den Bereich des Engelskirchener Gemeindegebiets keine Nachweise für eine dauerhafte Besiedlung zu dieser Zeit; Ausgrabungsfunde weisen auf durchreisende Jäger, Händler und Hirten hin. Gründe für die späte Besiedlung waren vermutlich die dichte Bewaldung und die Agger, die zu dieser Zeit einen deutlich höheren Stand hatte als heute.
Engelskirchen wurde als alte bergische Siedlung urkundlich erstmals im Jahr 1353 erwähnt, und zwar in der Formulierung: „Gerlaco von Engellerskerken wird als Wipperfürther Schöffe genannt“. Die Schreibweise der Erstnennung war Engellerskerken. Älter ist der Ortsteil Ründeroth, der 1174 zum ersten Mal erwähnt wird.
Für das Kirchspiel Engelskirchen, unterteilt in die Honschaften Ober- und Unter-Engelskirchen, war der Lindlarer Fronhof zuständig. Der verantwortliche Stiftskämmerer zählte 1413 im Gemeindegebiet 45 Höfe in 28 Gehöften. Im Kirchspiel wurde schon früh Bergbau und Metallbearbeitung betrieben; urkundliche Belege für die Zeit vor 1500 sind jedoch selten. Das älteste bekannte Fachwerkhaus stellt eine Mühle dar, die in einem Pachtvertrag von 1514 erstmals in Dokumenten zu finden ist. Am 3. Mai 1566 erteilte der Herzog von Berg die Erlaubnis von Eisenhämmern. Darüber hinaus nutzten die Bewohner die Waldungen zur Gewinnung von Holzkohle für die Eisenwerke und zur Herstellung von Fassreifen, die im 15. und 16. Jahrhundert nach Köln geliefert wurden, wo ein besonderer Reifenmarkt eingerichtet war.
Engelskirchen gehörte bis 1806 zum Herzogtum Berg verwaltungsrechtlich und gerichtlich zum Amt Steinbach.

### Von 1800 bis 1820
1806 erhob Napoleon das Herzogtum Berg zum Großherzogtum, das er 1808 in Départements, Arrondissements, Kantone und Mairien unterteilte. In den Mairien blieben die alten Honschafts- und Kirchspielgrenzen unverändert bestehen. Zur Bürgermeisterei Engelskirchen gehörten die Honschaften Ober- und Unterengelskirchen, Tüschen und Vellingen. Engelskirchen wurde dem Kanton Lindlar zugeordnet und bildete aufgrund der geringen Einwohnerzahlen eine Samtgemeinde mit dem Kirchspiel Hohkeppel.
Nach dem Rückzug Napoleons wurde das Großherzogtum Berg Preußen zugesprochen. Bei der folgenden Reorganisation der Verwaltung wurden französische Namen und Begriffe durch deutsche ersetzt. Alexander Court wurde zum Bürgermeister in Lindlar bestellt und übernahm zugleich die Mitverwaltung der Bürgermeisterei Engelskirchen. Lindlar gehörte zum Landkreis Wipperfürth, der Teil des Regierungsbezirks Köln war.

### Von 1820 bis 1850: Die Industrialisierung Engelskirchens
Von Anfang bis Mitte des 19. Jahrhunderts wurde in Engelskirchen insbesondere Landwirtschaft, Handwerk sowie in geringem Umfang Erzabbau betrieben. Die Industrialisierung erreichte die Gegend um Engelskirchen erst spät. Während 1850 im Deutschen Bund der Anteil der im gewerblich-industriellen Bereich Beschäftigten über 25 % lag, betrug er im Kreis Wipperfürth 1855 nur ungefähr 9 %. Wichtig für die beginnende Industrialisierung Engelskirchens waren in diesen Jahren insbesondere die Ansiedlung der Baumwollspinnerei Ermen & Engels und der Ausbau der Infrastruktur.

#### Ausbau der Infrastruktur
Von 1824 bis 1834 erfolgte der Ausbau und die Befestigung eines Karrenwegs, der von Köln über Engelskirchen nach Eckenhagen geführt hatte, zur befestigten Staatsstraße von Köln nach Minden. Die erste Teilstrecke der neu geschaffenen Köln-Olper Chaussee von Köln bis Engelskirchen wurde 1830 eröffnet. Die Teilstrecke bis Wegeringhausen wurde 1834 freigegeben. Die Straße verbesserte die Anbindung des Gebiets um Engelskirchen mit der Rheinschiene und ermöglichte schnellere und kostengünstigere Transporte der produzierten Güter.
Dem Neubau der Köln-Olper Chaussee folgte 1843 bis 1845 der befestigte Ausbau einer Straße durch das Horpetal nach Lindlar und der Bau der Leppestraße nach Kaiserau zwischen 1853 und 1856.

#### Ansiedlung der Baumwollspinnerei Ermen & Engels
Friedrich Engels erwarb 1837 ein an der Agger gelegenes Industriegebäude, das er zur Baumwollspinnerei Ermen & Engels umbauen ließ. Die Produktion begann 1847. Engels hatte zuvor die Ansiedlung eines Betriebs in Barmen und dem nahegelegenen Overath geprüft,  sich jedoch schließlich für eine Ansiedlung in Engelskirchen entschieden. Für Engelskirchen sprach aus seiner Sicht die Agger, die eine zuverlässige Energieversorgung gewährleisten könne und zudem über eine Wasserqualität verfüge, die auch die Verwendung des Wassers als Betriebsmittel in der Färbereianlage zulasse. Ein weiterer Faktor war die Verfügbarkeit günstiger Arbeitskräfte, denn „…die Bewohner sind sehr arm, und sehen mit Sehnsucht einer neuen Nahrungsquelle entgegen“, so Engels. Darüber hinaus ermöglichten die gut ausgebauten Verkehrswege verhältnismäßig kurze Reisezeiten nach Barmen, wo der Firmensitz Engels lag, sowie nach Köln und Gummersbach.
In den Folgejahren stiegen die Beschäftigtenzahlen der Baumwollspinnerei an. Dies führte auch zu einem Anstieg der Einwohnerzahlen in Engelskirchen. In den 1850er Jahren waren fast 50 % der Einwohner in der Textilfabrik beschäftigt.

### Von 1850 bis 1900: Eisenbahn und Bergbau

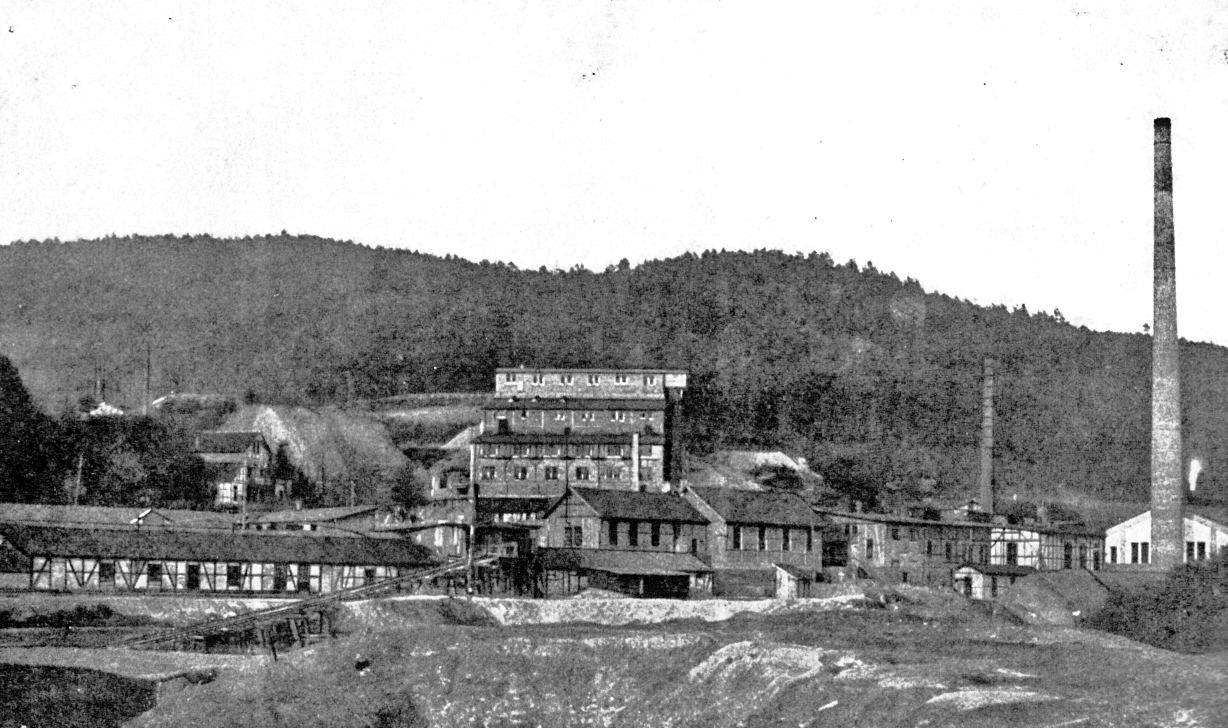
Die Grube Bliesenbach um 1900

Im Jahr 1851 existierten in Engelskirchen circa 40 Häuser. In diesem Jahr entstand die erste bekannte Abbildung des Ortes in Form einer Bleistiftzeichnung. Das 1860 gegründete „Eisenbahn-Komitee“ unter maßgeblicher Beteiligung von Emil Engels setzte sich für einen Anschluss Engelskirchens an die in Planung befindliche Eisenbahnstrecke nach Siegburg ein, die 1880 projektiert und ab Ende 1882 gebaut wurde. Engelskirchen erhielt somit einen Bahnhof, der am 15. Oktober 1884 erstmals von der Aggertalbahn angefahren wurde. Der Bahnanschluss sowie die 1897 eröffnete Leppetalbahn nach Marienheide führten zu deutlich sinkenden Frachtkosten für die Industriebetriebe und die Steinbrüche im Leppetal.
Neben der Firma Ermen & Engels, die zu ihren Hochzeiten mehr als 600 Personen beschäftigte, wurde der Bergbau in der zweiten Hälfte des 19. Jahrhunderts einer der größten Arbeitgeber in Engelskirchen. Während die Gewinnung von Erzen und die Eisenverhüttung bis dahin nur eine geringe Bedeutung hatten, gingen nun mehrere Gruben in Betrieb, die insbesondere Bleierze und Zinkblende abbauten. Zu den wichtigsten Gruben gehörten:
- Die Grube Castor, die ab 1853 betrieben wurde und bis zu 392 Personen beschäftigte.
- Die Grube Silberkaule, die jedoch bereits 1893 wieder stillgelegt wurde.
- Die Grube Bliesenbach, für die gegen Ende des 19. Jahrhunderts eine Pferdelorenbahn nach Loope verlegt wurde.
- Weitere Gruben gab es in der Umgebung von Kaltenbach, wie zum Beispiel Grube Litz, Grube Braunfels und die Grube 15 Löwenpfähle.
- Hinzu kamen einige kleinere Abbaustätten in Ründeroth und Hohkeppel.[21]

Insbesondere für die Bevölkerung im Umkreis von Loope hatten die Gruben Bliesenbach, Castor und Silberkaule eine große Bedeutung; zeitweise waren hier bis zu 1.000 Personen beschäftigt. Loope hatte daher auch die Bezeichnung „Dorf der Bergarbeiter“.

### Von 1900 bis 1913
Während der Bergbau nach der Jahrhundertwende wirtschaftliche Probleme hatte, war die Auftragslage der Baumwollspinnerei Ermen & Engels gut. Durch die Ansiedlung neuer Betriebe stiegen die Zahl der Arbeitsplätze und das Einkommen der Engelskirchener Bevölkerung. In der Folgezeit entstanden zahlreiche Wohnungen und öffentliche Gebäude. Aus diesem Grund legte der Gemeinderat im Jahr 1905 erstmals Straßennamen fest. Neben dem Neubau der Katholischen Volksschule (eröffnet 1903) und dem Ausbau der alten Volksschule zur Höheren Schule (abgeschlossen 1907) wurde das St. Josef-Krankenhaus erweitert. Am 10. Oktober 1908 konnte das erste Bürgermeisteramt Engelskirchens bezogen werden.
1908 erwarb die Firma Busch & Co. das Gelände der stillgelegten Eisenschmelzhütte Unterkaltenbach und siedelte ihre Zahnbohrerfabrik von Düsseldorf nach Engelskirchen um. Sie legte damit den Grundstein für eine stark wachsende Zahn- und Spiralbohrer-Industrie in Engelskirchen. Busch & Co. entwickelte sich in den Folgejahren zu einem der bedeutendsten Zahnbohrerhersteller der Welt; ehemalige Mitarbeiter gründeten in den Jahren bis 1930 mehrere Betriebe, darunter die Firmen H & K Müller und Lukas-Erzett.
Die Verlegung der Bahnstrecke, die zwischen Loope und Ründeroth größtenteils auf der Köln-Olper Chaussee verlief, veränderte das Ortsbild erheblich. Die Gemeinde unterstützte diese Verlegung aufgrund mehrerer Kollisionen mit Fuhrwerken, Personenunfällen und unzureichenden Sicherungsmaßnahmen entlang des bestehenden Streckenverlaufs. Arbeitslose einheimische Grubenarbeiter und ausländische Hilfskräfte errichteten zwischen 1909 und 1912 mehrere Bahndämme, unter anderem auf der Hardt und dem Streckenabschnitt zwischen Loope und Engelskirchen. Die Strecke zwischen Ehreshoven und Engelskirchen wurde am 4. Mai 1912 wieder in Betrieb genommen. Die Öffnung des Streckenabschnitts zwischen Engelskirchen und Ründeroth folgte am 1. August 1913.

### Von 1914 bis 1923
Mit dem Beginn des Ersten Weltkriegs Mitte 1914 erfolgte auch in Engelskirchen eine Mobilmachung. Das Krankenhaus wurde ab November 1914 nach den Bedürfnissen der Heereslazarettverwaltung eingerichtet. Erste Verwundete erreichten das Krankenhaus noch im selben Monat. Bis zum Ende des Ersten Weltkriegs starben 90 Soldaten aus Engelskirchen.
Nach dem Waffenstillstand vom 11. November 1918 musste die Reichsregierung der Besetzung rechts- und linksrheinischer Gebiete durch die Truppen der Siegermächte zustimmen. Gemäß den alliierten Plänen zur Rheinlandbesetzung besetzten britische Truppen einen „Brückenkopf“ mit einem Radius von 30 km um Köln. Engelskirchen lag in einer 10 km breiten neutralen Zone, die besetzte von unbesetzten Gebieten abgrenzen sollte. Nach kurzer Besatzungszeit durch kanadische Truppen erreichte die britische Armee Engelskirchen am 14. Dezember 1918. Die Soldaten drangen zunächst bis Loope vor und errichteten in Grünscheid eine Grenzwache; der Personen- und Güterverkehr der Bahnstrecke zwischen den Bahnhöfen Ehreshoven und Engelskirchen wurde im Dezember 1918 gesperrt. Engelskirchen war somit von Köln abgeschnitten. Die folgende Einquartierung der britischen Truppen war eine starke Belastung für die Bevölkerung. Gründe hierfür waren insbesondere der Mangel an Nahrungsmitteln und die Versuche der Besatzungstruppen, den Schmuggelverkehr mit benachbarten Ortschaften zu unterbinden. Als in Deutschland der Widerstand gegen eine Unterschrift des Versailler Vertrags zunahm, wurden Mitte 1919 kurzzeitig mehrere tausend britische Soldaten als Verstärkung hinzugezogen, die Feldlager auf der Miebach und den Alsbacher Wiesen errichteten.
Mit Wiederaufnahme des Zugverkehrs im November 1919 nahm der Schmuggelverkehr durch Engelskirchen stark zu. 1922 und Anfang 1923 patrouillierten daher mehrfach französische Soldaten durch das Agger- und Leppetal und besetzten die Bahnhöfe in Overath und Ründeroth mit dem Ziel, den Güter- und Versorgungsverkehr zu unterbinden. Somit sollte der Schmuggel erschwert und Deutschland zur pünktlicheren Lieferung von Reparationsleistungen bewegt werden. Die französischen Soldaten verließen Ründeroth erst am 22. Oktober 1924, während die britischen Truppen ihre Bahnhofswache und Zollschranken bereits Ende 1923 beendeten.

### Von 1923 bis 1945

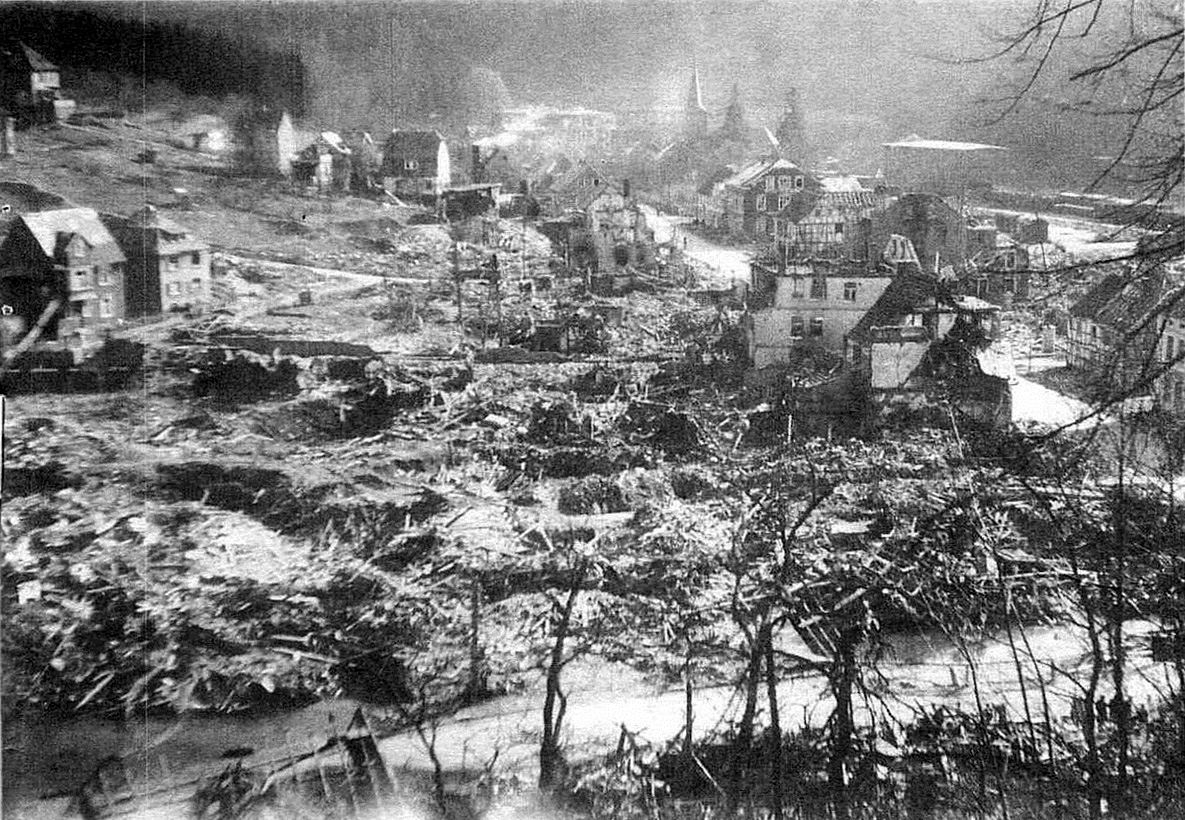
Der zerstörte Ortskern von Engelskirchen nach den Luftangriffen von 1945

Nach dem Ende der Besatzungszeit wurde die Strom- und Gasversorgung der im Aggertal ansässigen Industriebetriebe zunehmend wichtiger. Die Gemeinde beteiligte sich daher am 15. März 1923 an der Gründung der „Gasgesellschaft Aggertal mbH“ und wurde bald an das Gasnetz der „Thyssenschen Gas- und Wasserwerke AG“ angeschlossen. In den Jahren 1926 bis 1933 entstanden die drei Stauanlagen Ohl/Grünscheid, Ehreshoven I und II, die Engelskirchen mit Strom versorgen sollten. Gleichzeitig erfolgte der Ausbau des Strom- und Wassernetzes in den entlegenen Ortsteilen.
Mit der Machtübernahme Hitlers am 30. Januar 1933 änderten sich die politischen Verhältnisse in Engelskirchen. Im September 1933 wurden alle Vertreter der KPD und SPD aus Vertretungskörperschaften verbannt; Bürgermeister Wilhelm Carl wurde vom Amt suspendiert. Am 12. März 1933 wählten die Engelskirchener Bürger letztmals einen Gemeinderat; ab 1934 wurden entsprechende Mandatsträger vom Ortsbeauftragten der NSDAP berufen und vereidigt. Der spätere Bürgermeister Edmund Schiefeling, Inhaber der Druckerei Schiefeling, Redakteur und Herausgeber der regierungskritischen Bergischen Wacht, floh ins Rheinland und wurde nach seiner Rückkehr monatelang inhaftiert. Engelskirchen gehörte nun zum Reichsgau Köln-Aachen unter der Leitung von Josef Grohé; Engelskirchen und Hohkeppel bildeten in beiden Gemeinden je eine Ortsgruppe.
Ab Januar 1945 erreichten größere Flüchtlingsströme das Bergische Land; auch Engelskirchen nahm zahlreiche Menschen auf. Während andere Städte und Gemeinden im Umkreis teils deutlich früher bombardiert worden waren, wurde Engelskirchen erst kurz vor Kriegsende Angriffsziel britischer Streitkräfte. Bei zwei Bombardements durch die Second Tactical Air Force der RAF am 19. und 28. März 1945 kamen 278 Menschen ums Leben, weitere 22 Personen starben später aufgrund der bei den Angriffen erlittenen Kriegsverletzungen. Bei Kriegsende war Engelskirchen zu 80 % zerstört; ca. 50 % des Wasserleitungsnetzes und der Kanalisation waren unbrauchbar. Damit war Engelskirchen der am stärksten zerstörte Ort im Rheinisch-Bergischen und Oberbergischen Kreis. Bis Herbst 1947 wurden insgesamt 646 Kriegstote erfasst und registriert, darunter 159 Soldaten und 15 vermisste Zivilisten sowie 22 Einwohner, die auf der Flucht getötet wurden.

### Von 1945 bis 1975

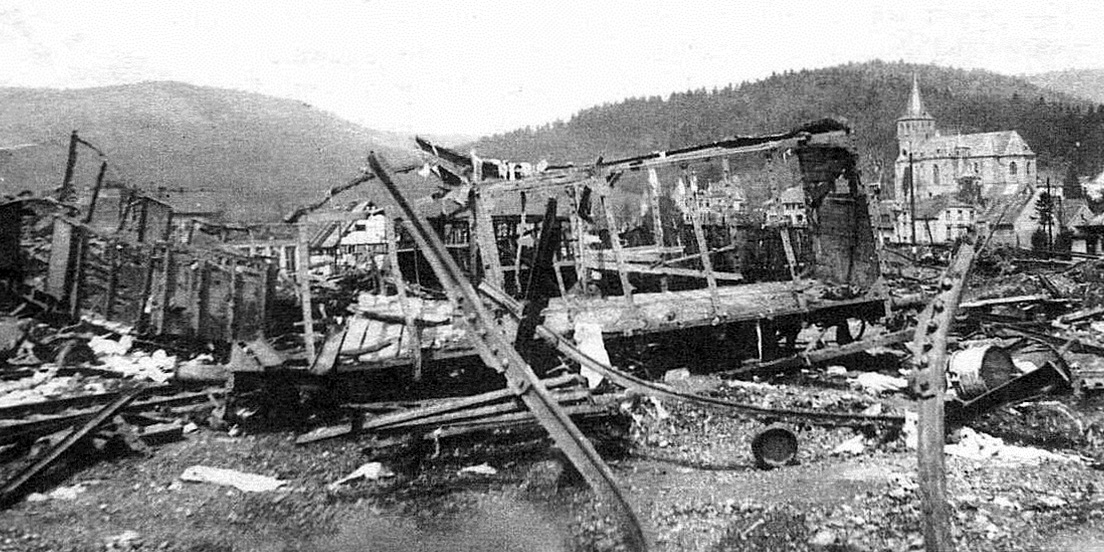
Das zerstörte Ortszentrum mit Überresten des Engelskirchener Bahnhofs

Zu Beginn der Nachkriegszeit hatte der Wiederaufbau des zerstörten Ortes höchste Priorität. Bis Dezember 1945 waren die eher leicht beschädigten Wohnungen wiederhergestellt, die Versorgung mit Strom, Gas und Wasser gesichert; zwei Brücken ermöglichten die Überquerung der Agger. Die Gemeinde beauftragte die „Baugesellschaft Oberberg“ mit Organisation, Durchführung und Kontrolle des Wiederaufbaus. Der nach Engelskirchen geflohene Kölner Architekt Wilhelm Riphahn entwickelte Pläne für die Neugestaltung des Ortes. Riphahn empfahl die Verkleinerung und Neuordnung der Grundstücksflächen, eine ersatzlose Beseitigung der Leppetalbahn und eine Verlegung und Verkleinerung des Bahnhofes. Umgesetzt wurde ein den lokalen Verhältnissen angepasster Kompromissvorschlag. Die britische Militärregierung plante zur gleichen Zeit, alle Spiral- und Zahnbohrbetriebe Engelskirchens zu demontieren; nach Protesten der Bevölkerung beschränkte sie sich jedoch auf die Demontage der Firma Arnold Bürstinghaus.
Am 31. Mai 1958 stellte die OVAG den Betrieb der Leppetalbahn ein. Der Landschaftsverband Rheinland hatte zuvor die Beseitigung einer Reihe von Engpässen im Leppetal gefordert, die die OVAG jedoch nicht finanzieren konnte. Der Strecke wurde daraufhin zurückgebaut und zu einem Fußweg entlang der Leppe umgestaltet.
Der Ausbau der Autobahn A 4 von Köln nach Olpe brachte in den Jahren ab 1965 größere bauliche Maßnahmen und Landschaftseingriffe mit sich. Sowohl die Bürger der Gemeinde als auch die Verkehrsteilnehmer unterstützten den Neubau der Autobahn, da die B 55 aufgrund ständig steigender Kraftfahrzeugdichte zunehmend Probleme bereitete. Die Planung der Arbeiten hatte bereits 1961 begonnen, die Planfeststellung lief in Etappen von 1965 bis 1975. Im Bereich Engelskirchen wurden, neben vielen kleinen Brücken, mit der Loopetalbrücke und der Kaltenbachtalbrücke zwei Großbauwerke errichtet. Die im Planfeststellungsverfahren bereits berücksichtigte Umgehungsstraße L 302, die Lindlar, das Leppetal und Wipperfürth anbinden sollte, machte die Enteignung von 71 Grundstückseigentümern und den Abriss von vier Wohnhäusern erforderlich. Der Autobahnabschnitt von Köln bis Wiehl wurde am 11. April 1975 eröffnet, die L 302 drei Jahre später.

### Seit der kommunalen Neugliederung 1975
Am 1. Januar 1975 wurden im Zuge der kommunalen Neugliederung gemäß § 13 Abs. 1 des Köln-Gesetzes die bis dahin selbständigen Gemeinden Engelskirchen und Ründeroth zur neuen Gemeinde Engelskirchen zusammengeschlossen. Gleichzeitig wurde das Gemeindegebiet vom Rheinisch-Bergischen Kreis abgetrennt und dem Oberbergischen Kreis zugeordnet. Der Neugliederung erfolgte nach einer mehrjährigen, teilweise höchst umstrittenen Planungsphase. Die Wünsche kleinerer Gemeinden wie beispielsweise Hohkeppel wurden dabei kaum berücksichtigt. Besonders umstritten war die Namensgebung der durch den Zusammenschluss der Gemeinde Ründeroth und des Amtes Engelskirchens neu entstehenden Gemeinde. In einem Interkommunalen Ausschuss diskutieren Vertreter beider Orte verschiedene Vorschläge. Eine Einigung gelang jedoch nicht, da beide Seiten den eigenen Namensvorschlag durchsetzen wollten. In einer Landtagssitzung entschied daher Franz-Josef Antwerpes über den zukünftigen Gemeindenamen. Er begründete seine Entscheidung unter anderem damit, dass Engelskirchen der Geburtsort Friedrich Engels sei. Mit der Neugliederung wurden die Ortsteile Kastor (zuvor Gemeinde Hohkeppel) sowie Hülsen, Niederhof, Rottland, Unter- und Oberstaat (zuvor Gemeinde Overath) Engelskirchen angegliedert. Abgetrennt und der Stadt Wiehl zugeordnet wurden Büddelhagen, Verr und Brächen.

## Religion

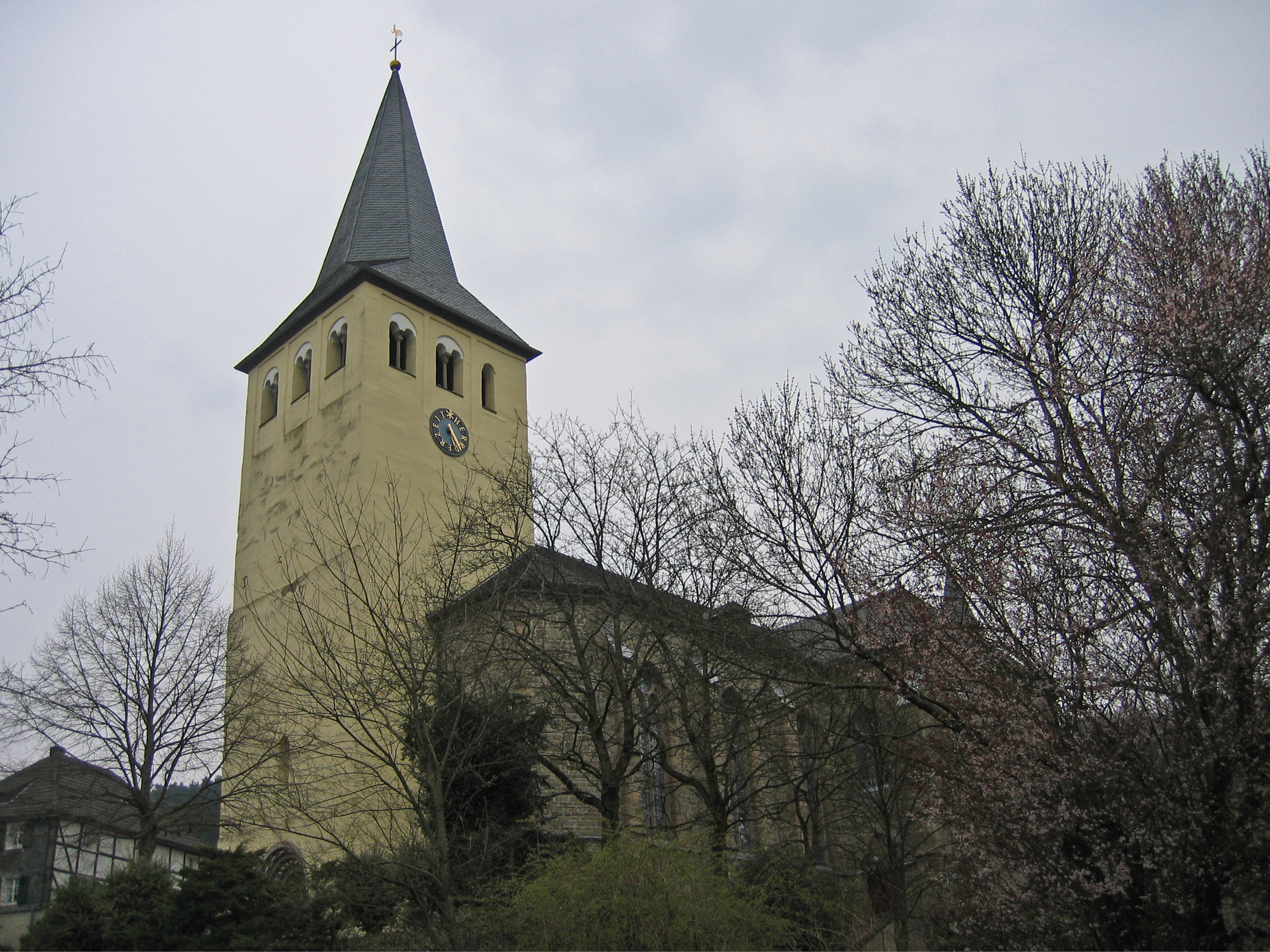
Kirche St. Peter und Paul

In Engelskirchen gibt es folgende kirchliche Einrichtungen:
- Katholische Kirchengemeinde St. Peter und Paul
- Katholische Kirchengemeinde Heilige Familie Hardt
- Katholische Kirchengemeinde Herz-Jesu Loope
- Katholische Kirchengemeinde St. Jakobus Ründeroth
- Katholische Kirchengemeinde St. Mariä Namen Osberghausen
- Neuapostolische Kirche
- Evangelische Kirchengemeinde Engelskirchen-Loope
- Evangelische Kirchengemeinde Ründeroth
- Evangelische Kirchengemeinde Schnellenbach
- Evangelische Freikirchliche Gemeinde Vollmerhausen-Ründeroth
- Eyüp Sultan Camii Moschee in Engelskirchen-Hardt

## Politik

### Gemeinderat
Der Rat der Gemeinde Engelskirchen hat 32 Sitze, die sich auf die Parteien wie folgt verteilen:
|        | CDU | SPD | GRÜNE | FDP | UWG | LINKE | Gesamt |
| ------ | --- | --- | ----- | --- | --- | ----- | ------ |
| 200400 | 12  | 12  | 3     | 3   | 2   | –     | 32     |
| 2009   | 12  | 11  | 3     | 3   | 2   | 1     | 32     |
| 2014   | 12  | 12  | 3     | 2   | 2   | 1     | 32     |
| 2020   | 11  | 13  | 6     | 2   | –   | –     | 32     |

### Bürgermeister
- 1808–1809: Georg Klug
- 1809–1815: Johann Joseph David Friederichs
- 1815–1836: Franz Alexander Court, Bürgermeister für Lindlar, Engelskirchen und Hohkeppel
- 1836–1839: Heinrich Schade, Adolf Nelles, Johann Heinrich Bau, kommissarische Bürgermeister
- 1839–1844: Johann Heinrich Bau
- 1844–1846: Friedrich Bremmer, kommissarischer Bürgermeister für Lindlar, Engelskirchen und Hohkeppel
- 1846–1851: Friedrich Bremmer, Bürgermeister für Lindlar, kommissarischer Bürgermeister für Engelskirchen

Erster Bürgermeister der Gemeinde wurde am 30. August 1851 Friedrich Bremmer. Nach kurzer Amtszeit blieb der Posten vakant. Die Amtsgeschäft wurden währenddessen stellvertretend geführt von:
- 19. September 1853 bis 6. Dezember 1853: P. J. Stiefelhagen, Beigeordneter
- 6. Dezember 1853 bis 21. Dezember 1854: Graf Nesselrode, Beigeordneter
- 21. Dezember 1854 bis 21. Mai 1855: Konrad Heckmann, Bürgermeistereiverwalter
- 21. Mai 1855 bis 4. Dezember 1855: Graf Nesselrode, Beigeordneter[47]

Bürgermeister ab 1856:
- 1856 bis 1904: Edmund Gefeler
- 1906 bis 1910: Heinrich Ungermann
- 1910 bis 1920: Julius Hübner
- 1921: Josef Herbrandt
- 1921 bis 1929: Wilhelm Becker
- 1929 bis 1933: Wilhelm Carl
- 1933 bis 1940: Hermann Hasberg
- 1940 bis 1944: Erich Blumberg
- 1944 bis 1945: Rudolf Radermacher
- 12. April 1945: Heinrich Huhnen
- 20. April 1945: Wilhelm Fischer
- 4. Mai 1945 bis 1. Oktober 1946: Heinrich Raskin
- 1946 bis 1947: Edmund Schiefeling (während der Amtszeit verstorben)
- 1947 bis 1949: Aloys Remmel
- 1949 bis 1974: Carl Allmann

Im Rahmen der kommunalen Neugliederung wurden die Gemeinden Engelskirchen und Ründeroth zusammengelegt. Für den Zeitraum vom 16. Dezember 1974 bis zum 1. Januar 1975 ernannte der Regierungspräsident zwei Personen mit der Führung der neuen Gemeinde Engelskirchen:
- Otto Jeschkeit, Beauftragter für den Rat
- Josef Hesse, Beauftragter für die Verwaltung

Bürgermeister ab dem 1. Januar 1975:
- 1975–1979: Carl Allmann[48]
- 1979 – 12/1988: Horst Fabritius
- 12/1988 – 10/1989: Margarete Vierbaum
- 10/1989 – 03/1997: Bernhard Reuber
- 04/1997 – 09/2009: Wolfgang Oberbüscher
- seit 2009: Gero Karthaus

### Wappen
Bis zur kommunalen Neugliederung 1975 hatten Amt und Gemeinde Engelskirchen und Ründeroth eigene Wappen. Diese waren der Gemeinde Ründeroth 1935 und dem Amte Engelskirchen 1937 verliehen worden. Das neue Wappen entwarf Ulf-Dietrich Korn. Er kombinierte die Wappen des Herzogtum Bergs und der Grafschaft Mark. Der Regierungspräsident genehmigte dieses Wappen am 24. März 1976.
| Wappen von Engelskirchen | Blasonierung: „Im geteilten Schild oben in Silber (Weiß) ein wachsender, blaubewehrter, -bezungter und -bekrönter, zwiegeschwänzter roter Löwe, unten von Silber (Weiß) und Rot in 3 Reihen und 6 Plätzen geschacht.“ |
| Wappen von Engelskirchen | |

### Städtepartnerschaften
- Plan-de-Cuques, Frankreich seit 1972
- Mogilno, Polen seit 2012

## Kultur und Sehenswürdigkeiten

### Wandern und Radwege
Folgende Wanderwege werden ausgehend vom Wanderparkplatz Engelskirchen Bahnhof von dem Sauerländischen Gebirgsverein (SGV) angeboten:
- A1 (2,5 km); A2 (5,0 km); A3 (8,2 km); A4 (8,7 km); A5 (2,2 km); A6 (6,5 km)

### Museen

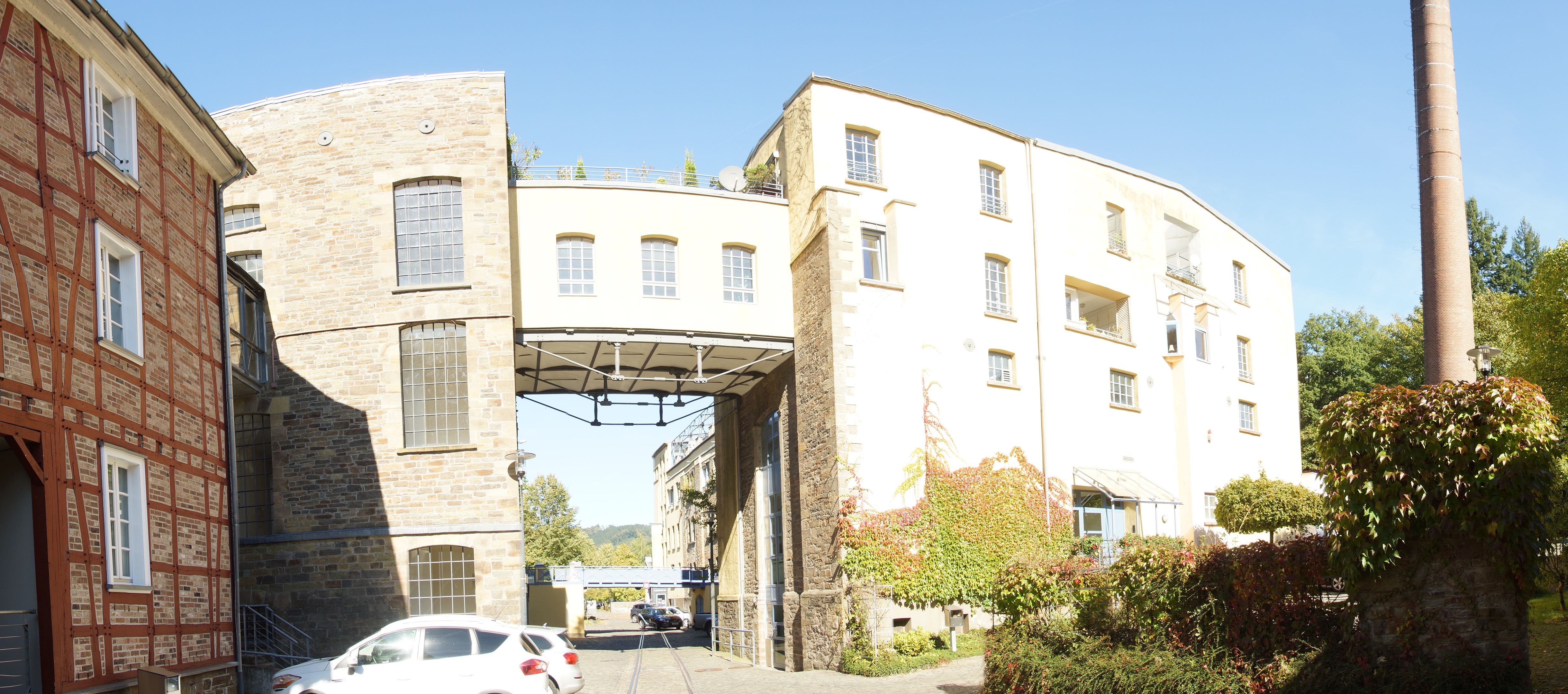
LVR-Industriemuseum in der ehemaligen Baumwollspinnerei Ermen & Engels

- Das Kraftwerk Ermen & Engels ist ein LVR-Industriemuseum in der ehemaligen Baumwollspinnerei Ermen & Engels.[51] Es unterhält als Außenstelle den Oelchenshammer, ein Schmiedemuseum in Bickenbach.
- Am 20. November 2015 wurde das Erste Deutsche Engel-Museum Engelskirchen am Engels-Platz 7 eröffnet.

### Engelskirchener Karneval
In Engelskirchen wird sehr stark Karneval gefeiert, angelehnt an den Kölner Karneval. Federführend ist hier die KG Närrische Oberberger, die 1893 gegründet wurde, und somit eine der ältesten rechtsrheinischen Karnevalsgesellschaften ist. Im Jahr 2002 ging aus der KG die Schlossgarde hervor, die im Karneval an den Rittmeister Wienand Ruttger von Quadt zu Alsbach, einen Herrn von Burg Alsbach, erinnert. Als Narrenruf wird in Engelskirchen sowohl das kölsche „Alaaf!“, als auch das lokale „Kall du!“ verwendet.

### Burgen und Schlösser

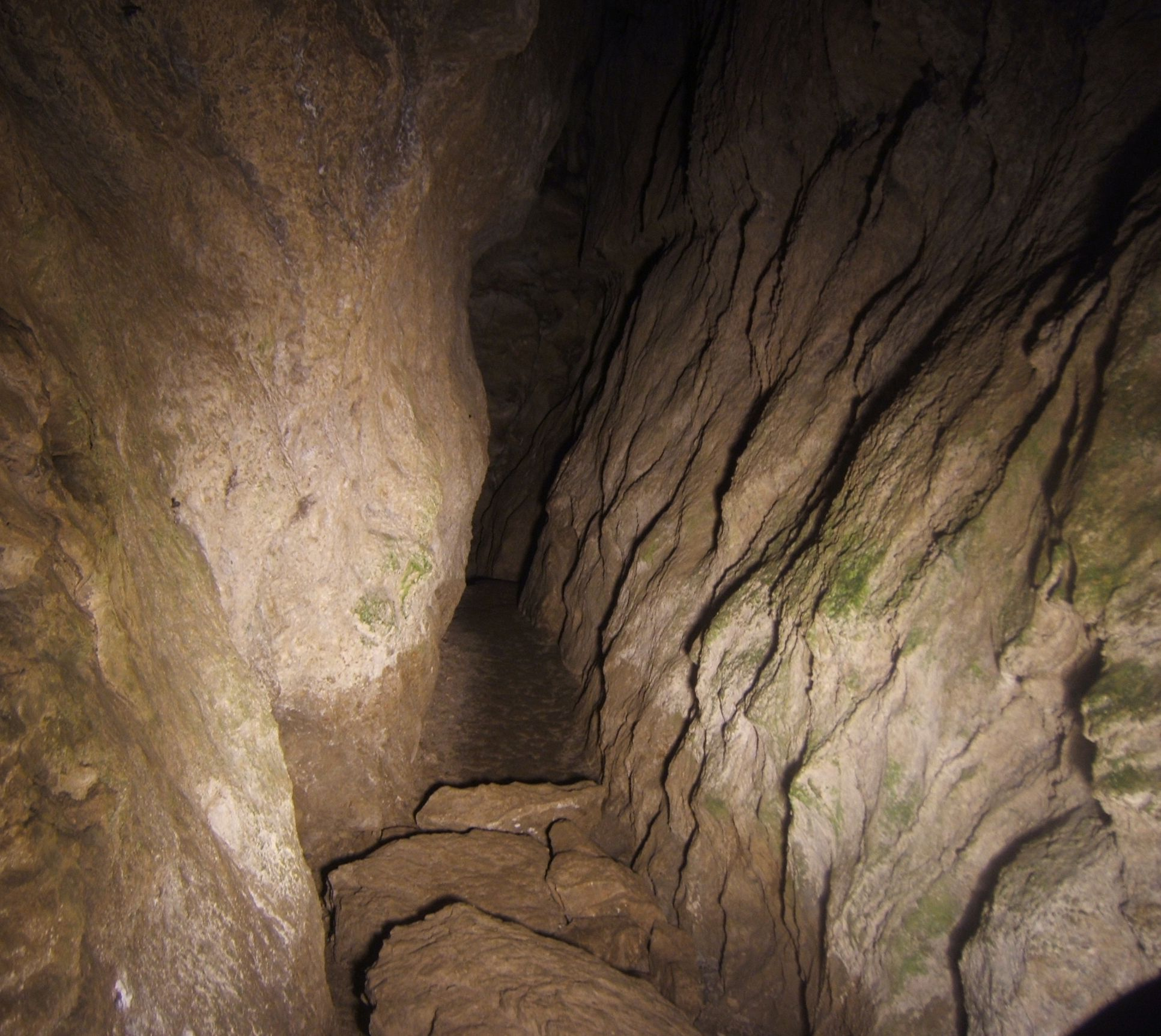
Aggertalhöhle innen

Sowohl das Schloss Ehreshoven und die Wasserburg Alsbach sind von einem Wassergraben umgeben.

### Denkmäler
Denkmäler sind unter anderem das Kriegerdenkmal mit Thingstätte und das Naturdenkmal Aggertalhöhle in Ründeroth. Die Engelskirchener Lohmühle und drei Mühlen im Lambachtal werden im Artikel Mühlen im Oberbergischen Land beschrieben. Hinzu kommt ein 2019 neu entdecktes großes, mehrere Millionen Jahre altes Höhlensystem namens Windloch im Mühlenberg.

### Sonstige Bauwerke
- Haldyturm in Ründeroth
- Sendeturm Engelskirchen auf der Hohen Warte

## Infrastruktur und Wirtschaft

### Schienen- und Busverkehr

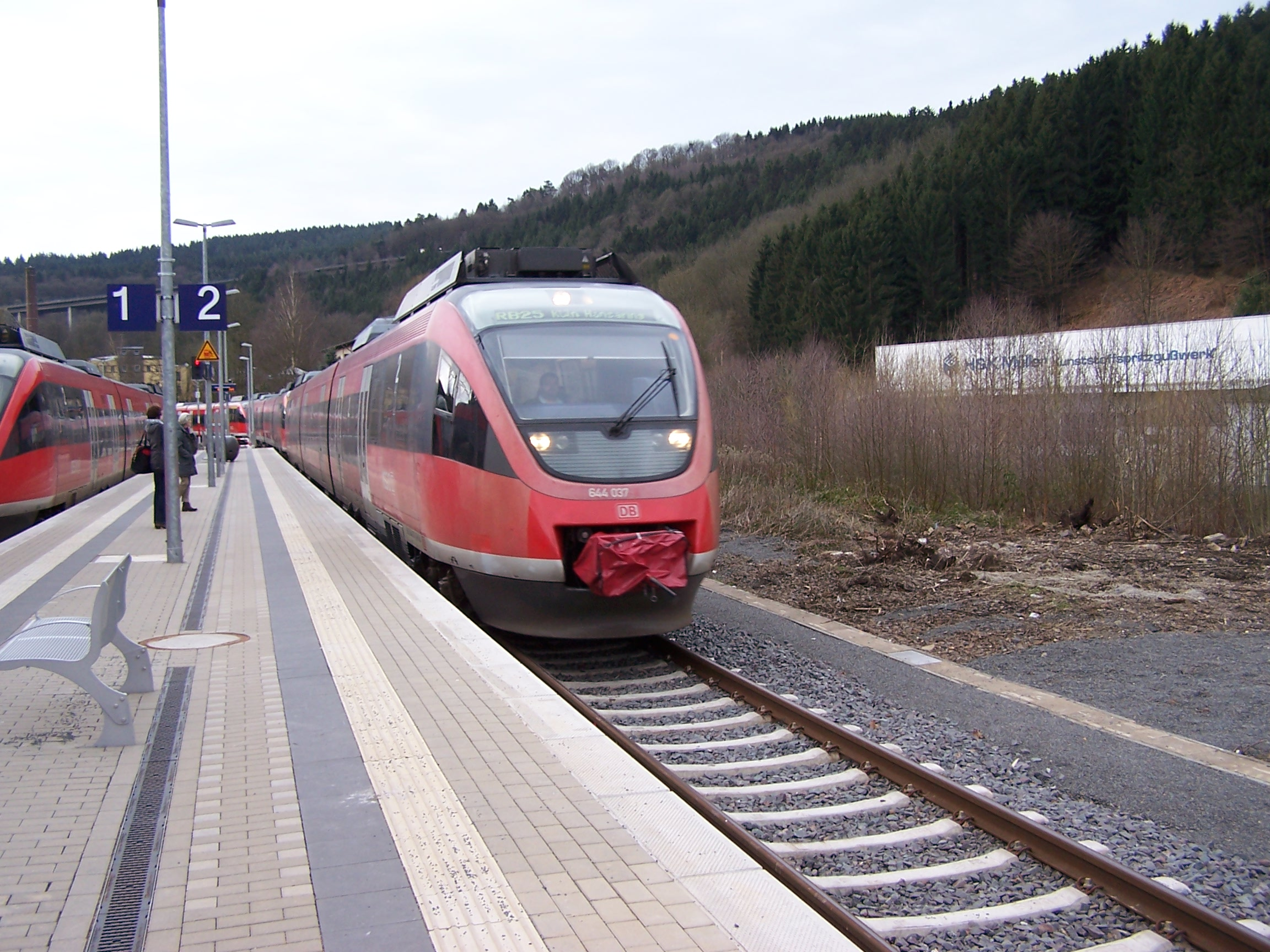
Bahnhof Engelskirchen

Der Bahnhof Engelskirchen liegt an der eingleisigen, nicht elektrifizierten Oberbergischen Bahn (KBS 459), auf der halbstündlich im Schienenpersonennahverkehr die Oberbergische Bahn (RB 25) von Köln nach Meinerzhagen über Overath und Gummersbach verkehrt. Seit einer weiteren Streckenreaktivierung Ende 2017 beginnen und enden Züge der Linie teilweise am Bahnhof Lüdenscheid.
Durchgeführt wird der Schienenpersonennahverkehr (SPNV) von DB Regio NRW.
Bis in die 1950er-Jahre gab es noch eine Schmalspurbahn nach Marienheide, die Leppetalbahn, die hauptsächlich zum Transport von Steinen aus den Steinbrüchen genutzt wurde.
Im Straßenpersonennahverkehr verkehren vom Bahnhof Engelskirchen folgende Buslinien (neues Busnetz ab 11. Dezember 2022):
| Linie | Linienweg                                                                    | Mo. – Fr. | Sa.          | So.          | Anmerkungen         |
| ----- | ---------------------------------------------------------------------------- | --------- | ------------ | ------------ | ------------------- |
| 310   | Gummersbach – Ründeroth Bf. – Engelskirchen Bf. – Overath Bf.                | 30 Min.   | 30 – 60 Min. | 60 Min.      |                     |
| 316   | Engelskirchen Krankenhaus – Engelskirchen – Berghausen – Gummersbach         | 60 Min.   | 120 Min.     | 4 Fahrten    |                     |
| 331   | Engelskirchen – Industriegebiet Klause – Frielingsdorf (- Schmidt & Clemens) | 60 Min.   | 120 Min.     | kein Verkehr | samstags Taxibus    |
| 332   | Engelskirchen Krankenhaus – Engelskirchen – Lindlar – Frielingsdorf – Scheel | 60 Min.   | 60 Min.      | 120 Min.     |                     |
| 334   | Engelskirchen Bf. – Lindlar – Hartegasse – Wipperfürth                       | 120 Min   | kein Verkehr | kein Verkehr | überwiegend Taxibus |

Für den gesamten Öffentlichen Personennahverkehr (ÖPNV) gilt der Tarif des Verkehrsverbundes Rhein-Sieg (VRS) und tarifraumüberschreitend der NRW-Tarif.

### Wirtschaft
Der Textilfabrikant Friedrich Engels sen. gründete am 1. Juli 1837 die Textilfabrik Ermen & Engels. Er war der Vater des bekannten Philosophen Friedrich Engels jun., der mit Karl Marx die als Marxismus bezeichnete Gesellschaftstheorie entwickelte. 1900 wurde die Wasserkraft der Agger für die Erstellung eines Elektrizitätswerkes genutzt. 1979 wurde die Firma im Zeichen der Textilkrise geschlossen. Seit 1986 befinden sich in den Firmengebäuden die Gemeindeverwaltung Engelskirchen, das LVR-Industriemuseum – Schauplatz Engelskirchen, die Freiwillige Feuerwehr der Gemeinde Engelskirchen, Arztpraxen, Büros, Wohnungen und Restaurants. Wichtige Standbeine der Wirtschaft in Engelskirchen sind heute mittelständisch geprägte Betriebe aus der Kunststoffverarbeitung, der Eisen-, Blech- und Metallwarenherstellung und des Maschinenbaus.

### Öffentliche Einrichtungen

#### Christkindpostfiliale
Jedes Jahr eröffnet die Deutsche Post in Engelskirchen zur Weihnachtszeit die Weihnachtspostfiliale. Dort werden alle Schreiben und Wunschzettel der Kinder rechtzeitig bis Heiligabend beantwortet. 2009 waren es über 160.000 Briefe, die aus aller Welt eingingen. Die Anschrift lautet: An das Christkind in 51777 Engelskirchen.

#### Schulen
In Engelskirchen gibt es zwei weiterführende Schulen:
- Aggertal-Gymnasium
- Sekundarschule im Walbachtal

Zudem gibt es mehrere Grundschulen:
- Gemeinschaftsgrundschule Engelskirchen
- Gemeinschaftsgrundschule Ründeroth
- Gemeinschaftsgrundschule Schnellenbach
- Katholische Grundschule Loope

#### Feuerwehr
Die Freiwillige Feuerwehr der Gemeinde wurde am 6. Dezember 1885 auf Betreiben des damaligen Bürgermeisters Gefeler gegründet. Neben den Löschzügen aus Engelskirchen und Ründeroth gibt es im Gemeindegebiet Löschgruppen in Loope und Osberghausen.

#### Friedhöfe
Im Gemeindegebiet gibt es sechs kommunale sowie je einen evangelischen und einen katholischen Friedhof, darunter den Gemeindefriedhof Engelskirchen.

#### Krankenhäuser
Ein erstes Krankenhaus geht zurück auf das Jahr 1860, in dem drei Schwestern der Genossenschaft der „Armen Dienstmägde Christi“ die Krankenpflege übernahmen. 1874 bezogen die „Dernbacher Schwestern“ ein Armenhaus bei der katholischen Kirche als Krankenhaus. In den Folgejahren wurde das Gebäude mehrfach erweitert und verlegt. Heute gibt es im Ortsteil Grünscheid ein Krankenhaus der Katholischen Kliniken Oberberg und eine Rehaklinik in Trägerschaft der Deutschen Rentenversicherung Rheinland.
- Die „Aggertalklinik“ ist eine Rehaklinik für Erkrankungen des Haltungs- und Bewegungsapparats. Die Klinik wurde ab 1950 zunächst für die Behandlung Tuberkulosekranker geplant. Kurz nach Baubeginn wurde 1953 aufgrund bundesweit rückläufiger Fallzahlen ein Baustopp verhängt. Harald Deilmann erstellte neue Entwürfe für ein verkleinertes Gebäude, das nun für tuberkulosekranke Frauen in Verbindung mit einer Entbindungsstation genutzt werden sollte. Das ab 1958 errichtete Gebäude konnte 1961 mit 240 Betten für Frauen und 30 Betten für Säuglinge eröffnet werden. 1966 wurde die Behandlung von Tuberkulosepatienten eingestellt. Im Gegenzug wurden nach baulichen Veränderungen ab 1967 Patienten mit Gefäßerkrankungen aufgenommen.[61]
- Das St. Josef-Krankenhaus geht zurück auf Planungen aus den 1960er Jahren. Am 18. Juli 1972 begannen die Bauarbeiten; im Februar 1976 wurde das Gebäude bezogen und der Altbau im September 1978 abgerissen. Dem Krankenhaus angegliedert ist eine Rettungswache.[62]

## Söhne und Töchter von Engelskirchen
- Rudolf Thienhaus (1873–1962), Maler und Lithograph
- Johannes Baptist Ferdinand (1880–1967), geboren  in Ründeroth, Landgerichtsdirektor und Heimatforscher
- Edmund Schiefeling (1882–1947), Verleger der Bergischen Wacht
- Anton Schmidt (1882–1946), Landrat im Landkreis Waiblingen
- Franz Steinbach (1895–1964), Historiker und Hochschullehrer
- Johannes Radermacher (1905–1978), Maler
- Ulrich Lohmar  (1928–1991), Politiker (SPD), MdB
- Karl R. Höller (1937–2020), katholischer Theologe, Generalsekretär des Bischöflichen Missionswerkes missio in Aachen und Verlagsgründer
- Helmut S. Ruppert (1944–2018), Journalist und Publizist
- Maria Theresia Opladen (* 1948), Politikerin (CDU), ehemalige Bürgermeisterin von Bergisch Gladbach
- Gerd Steinwascher (* 1953), Archivar und Historiker
- Esther Kinsky (* 1956), Schriftstellerin, Slawistin und Übersetzerin
- Dagmar Stelberg (* 1958), Handballnationalspielerin
- Ralf Höller (* 1960), Historiker, Journalist und Buchautor
- Janine Steeger (* 1976), Fernsehmoderatorin bei RTL
- Marc Basseng (* 1978), Automobilrennfahrer
- Anika Klüver (* 1981), Schriftstellerin und Übersetzerin
- Bastian Kolmsee (* 1981), Motorsport-Rennfahrer
- Genoveva Kylburg (* 1981), Kostümbildnerin
- Julia Meyer (* 1981), Drehbuchautorin und Regisseurin
- David Stoop (* 1983), Politiker (Die Linke)
- Joseph Bolz (* 1984), Regisseur und Drehbuchautor
- Tim Elsner (* 1984), Volleyball-Nationalspieler
- Siri Nase (* 1986), Schauspielerin
- Henry Martens (* 1987), Eishockeyspieler
- Kim Falkenberg (* 1988), Fußballspieler
- Frederic Löhe (* 1988), Fußballspieler
- Stefan Reinartz (* 1989), Fußballspieler
- Philipp Schwethelm (* 1989), Basketballspieler
- Josia Krug (* 1990), Schauspieler
- Niclas Heimann (* 1991), Fußballspieler
- Anna Klink (* 1995), Fußballspielerin
- Jannes Hoffmann (* 1996), Fußballspieler
- Ömer Tokaç (* 2000), Fußballspieler